# Мультикистозная энцефаломаляция
Мультикистозная энцефаломаляция — одна из форм поражения головного мозга в детском возрасте. Характеризуется возникновением множественных и распространённых кист в коре, белом веществе и подкорковых образованиях головного мозга у плодов, новорождённых и детей раннего возраста.
Кисты могут быть крупными, захватывающими большую часть полушарий большого мозга, и мелкими (часто в коре), видимыми только микроскопически. Мультикистозная энцефаломаляция описывалась и под другими терминами: «многоочаговая кистозной энцефаломаляция», «кистозная энцефаломаляция», «мультикистозная энцефалопатия», «поликистозная трансформация мозговой ткани». В то же время употребляемый термин МЭ является наиболее распространённым и наиболее приемлемым, поскольку четко отражает характер повреждений мозговой ткани.

## Этиология и патогенез
Развитие МЭ связано с внутриутробной асфиксией и гипотонией, родовой травмой, тромбозом синусов, пороками развития сосудов, инфекциями, сепсисом и другими причинами. Наиболее значимые инфекционные агенты: вирусы простого герпеса, цитомегалии, краснухи, токсоплазмы, энтеробактерии, золотистый стафилококк и другие. МЭ развивается в 20 % случаев у второго близнеца при внутриутробной гибели первого.

## Патоморфология и дифференциальная диагностика
Важной морфологической особенностью кист при МЭ является наличие трабекул между стенками. МЭ следует отличать от кистозной стадии перивентрикулярной лейкомаляции, для которой характерно образование только перивентрикулярных кист.